# Bora (Ethnie)

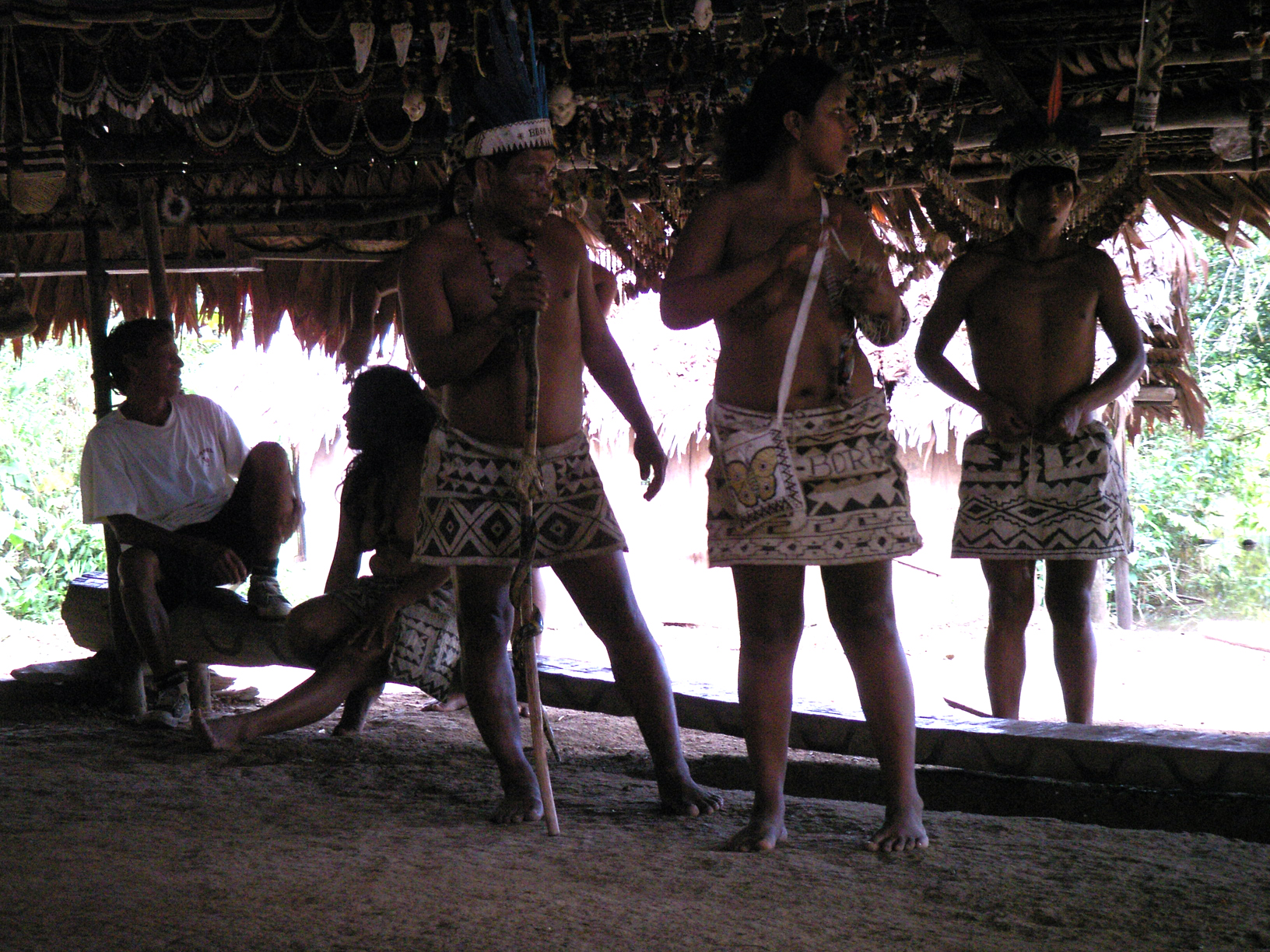
Bora

Die Bora sind eine indigene Gemeinschaft in Kolumbien im Gebiet der Flüsse Caraparána, Caquetá und Igaraparána sowie in der peruanischen Region Loreto, zwischen den Flüssen Río Ampiyacu, Río Putumayo und Río Yahuasyacu nahe dem Amazonas.

## Geschichte
Nach Angaben von Steward wurden zur Zeit des ersten Kontakts mit den Europäern Mitte des 19. Jahrhunderts etwa 25.000 Bora im Gebiet des südlichen Kolumbiens gezählt. Diese hatten den Ruf eines kriegerischen Stammes, der benachbarte Ethnien überfiel und Menschenfleisch aß. Im Zuge des Kautschukbooms brachte der „Kautschukbaron“ Julio César Arana del Águila das Gebiet am Putumayu ab 1896 unter seine Kontrolle, und die Bora verdingten sich bei ihm im Tausch gegen Werkzeug, Glasperlen und andere Industrieprodukte in Schuldknechtschaft als Kautschuksammler in den Wäldern. Schnell zeigte sich für die Bora, dass sie aus dem System nicht mehr herauskamen, denn sie wurden wie Sklaven mit Feuerwaffen und Peitschen zur Arbeit angehalten. Entlaufene Bora wurden von Pistolenmännern gejagt, ab 1904 von einer Truppe von 200 Menschenjägern aus Barbados, die Unbotmäßige auspeitschte oder erschoss. Darüber hinaus führten eingeschleppte Krankheiten zum Tod vieler Indigener. Zehntausende fielen diesem Völkermord in Putumayo zum Opfer. 1926 wurde die Zahl der Bora noch mit 12.000, 1941 nur noch mit 500 angegeben. Viele Bora flohen tiefer in die Wälder und entzogen sich so auch den Zählungen. Die in Peru lebende Bora-Gruppe geht auf Einwanderer aus Kolumbien zurück, die nach ihrer Ankunft für die Patrones der Familie Loayza neben Kautschuk auch Holz und andere Produkte aus dem Wald holten.

## Sprache
Die Bora-Sprache gehört zur Familie der Witoto-Sprachen.
Viele Informationen über die Bora und ihre Sprache stammen von Wesley Thiesen und seiner Frau Eva von den Wycliff-Übersetzern und SIL International, die seit den 1950er Jahren bei den Bora in Peru lebten. Mit ihrer Hilfe kam 2008 eine Übersetzung des Neuen Testaments in die Bora-Sprache heraus.

## Tourismus
Nicht weit von Iquitos (Peru) entfernt präsentieren sie für Touristen traditionelle Tänze und Bräuche.

## Trivia
Die Aktivisten von Fuck for Forest treffen in dem gleichnamigen Dokumentarfilm des polnischen Regisseurs Michał Marczak auf die Bora.